# Последняя теорема (роман)
«Последняя теорема» (англ. The Last Theorem) — научно-фантастический роман Артура Кларка и Фредерика Пола, написанный в 2008 году. Последний роман писателя, изданный уже после его смерти.
Книга описывает две параллельные сюжетные линии. Студент Раджит стремится найти альтернативное доказательство Великой теоремы Ферма, что в конечном итоге приводит его к пониманию закулисы мировой политики. В то же время землянами интересуется мощная космическая цивилизация, намеренная уничтожить людей за их жестокость.

## Сюжет
В середине XXI века студент университета Коломбо, шри-ланкиец Раджит Сабраманьян (англ. Ranjit Subramanian) одержим попытками найти простое доказательство Великой теоремы Ферма. Несмотря на то, что формально доказательство уже было найдено в 1995 году американским математиком Эндрю Уайлсом, Раджит стремится найти более простое доказательство. Он убежден, что современный способ был слишком сложным, поскольку доказательство Уайлса состоит из более 100 страниц и использует математические методы, недоступные современникам Ферма.
Преподаватели советуют ему бросить эту идею, и он несколько раз меняет специальность, чтобы найти себя в чем-то новом.
Он проходит курсы по истории, астрономии и психологии, и авторы знакомят читателей со многими интересными фактами из этих дисциплин.
Однажды во время каникул круизный лайнер, на котором он проводил свой отпуск, похищают пираты. После захвата пиратов официальной властью, его через свидетельства других пассажиров, причислают к пиратам и отдают в руки правоохранительных органов одной из стран третьего мира, которая предоставляет услуги выбивания информации незаконными методами через пытки. После 2 лет в тюрьме, Раджита находит его друг Гамини Бандар, теперь влиятельный чиновник ООН. За это время Раджит смог найти простое доказательство теоремы Ферма, которое он полностью держит в голове.
Раджит публикует свое доказательство и становится знаменитостью. Он женится на своей знакомой Мири де Суоза, специалисту по искусственному интеллекту и принимает приглашение на работу криптографом ЦРУ, поскольку в его биографии значится, что он когда-то подобрал пароль своего учителя математики. И не найдя себя в работе на правительство, Раджит возвращается работать преподавателем математики в родной университет.
Несмотря на большие планы, у него довольно скромные успехи в исследованиях и преподавании. Но благодаря влиятельным знакомым и былой славе, у него есть возможность быть в курсе мировой политики и международных технических проектов. Он отказывается от активного участия, но становится членом наблюдательного совета проекта космического лифта на Шри-Ланке.
Его друг Гамини является членом подразделения ООН Pax per Fidem (Мир через прозрачность), который применяет силу для решения международных конфликтов. Эта организация обладает оружием «Тихий шторм», которое электромагнитным импульсом выводит из строя военную технику, делая бескровную смену власти в проблемных странах. Раджит подозревает, что эта организация столкнется с трудностями, если придется решать проблему, на которую нет единого взгляда у создателей этого оружия США, России и Китая. Так оно и происходит при решении проблемы Кубы. Он считает, что это оружие просто помогает крупным странам захватить малые, и в конце останутся, как и в романе «1984» Оруэлла, воюющие между собой сверхдержавы Океания, Евразия и Остазия.
Параллельно с этим выясняется, что в галактике руководит раса Великих галактов (англ. Grand Galactics), нематериальных существ с коллективным разумом, которые занимаются гармоничным развитием жизни. При дохождении к ним энергии первых ядерных взрывов на Земле, они принимают решение послать армию из нескольких подчинённых им рас («девятируких», «пивторачок» и «сохранившихся в машине») для стерилизации Земли. Один из Великих галактов, случайно путешествуя мимо Земли, заинтересовывается эффектом «Тихого шторма» и приказывает армии изучить этот вопрос.
Армия прибывает к Земле и похищает дочь Раджита — Наташу, пилота одного из судов с солнечным парусом в регате лунной орбиты. Используя её, пришельцы по порядку допрашивают всех носителей информации о программе «Тихий шторм». Удовлетворившись тем, что Земля перешла на менее деструктивный курс, пришельцы сообщают землянам решение Великих галактов не стерилизовать Землю.